# 알데아델프레스노
알데아델프레스노(스페인어: Aldea del Fresno)는 스페인 중부에 있는 마드리드 지방의 도시이자 지방 자치체이다.
알데아델프레스노는 알베르체 강을 따라 북에서 남으로 이어진다.